# Aptopus
Aptopus — род жесткокрылых из семейства щелкунов.

## Описание
Щиток сердцевидный, глубоко срезанный впереди, сужается по направлению назад. Гипомеры с простой по всей длине срединной линией.

## Систематика
В составе рода:
- Aptopus agrestis (Erichson 1840)
- Aptopus angusticollis Schwarz, 1906
- Aptopus campylinus Erichson, 1840
- Aptopus chiriquensis Champion 1895
- Aptopus collaris Champion 1895
- Aptopus concolor Erichson, 1840
- Aptopus erichsoni Champion 1895
- Aptopus funestus Champion 1896
- Aptopus golbachi
- Aptopus lateralis (Erichson 1840)
- Aptopus longicollis Champion 1895
- Aptopus luridus
- Aptopus muyuchina
- Aptopus omiltemanus Champion 1895
- Aptopus prergrinus
- Aptopus pruinosus Erichson, 1840
- Aptopus puca Aranda 2003
- Aptopus pullatus (Horn, 1885)
- Aptopus rugiceps
- Aptopus spadiceus Erichson, 1840
- Aptopus uniformis Champion 1895
- Aptopus vicinus Champion 1895
- Aptopus yana